# Antrodiaetus apachecus
Antrodiaetus apachecus es una especie de arácnido perteneciente al género Antrodiaetus, dentro de la familia Antrodiaetidae, del orden de las arañas.

## Distribución
La especie se distribuye por Estados Unidos.

## Taxonomía
Fue descrita científicamente por Frederick A. Coyle en 1971. 